# 2e division de garde (armée impériale japonaise)
La 2e division de garde (近衛第2師団, Konoe Dai-ni Shidan) de l'armée impériale japonaise est formée à partir de la garde impériale en juin 1943, quand la 1re division est activée.
Elle est composée des :
- 3e régiment d'infanterie de garde
- 4e régiment d'infanterie de garde
- 5e régiment d'infanterie de garde
- Régiment de reconnaissance de garde
- 2e régiment d'artillerie de garde
- 2e régiment d'artillerie de garde
- Unités de soutien

Elle est envoyée en Indochine française en décembre 1941 et compte environ 12 500 hommes. Elle participe également à l'invasion de la Malaisie et au débarquement à Sumatra où elle reste jusqu'à la fin de la guerre.